# Clint Bolton
Clint Bolton (Bundaberg, 22 agosto 1975) è un ex calciatore australiano, di ruolo portiere.

## Carriera
Ha vinto la Coppa d'Oceania del 2000.
Era in panchina quando la sua Australia ha vinto 31-0 contro le Samoa Americane.